# 119 Althaea
A 119 Althaea a Naprendszer kisbolygóövében található aszteroida. James Craig Watson fedezte fel 1872. április 3-án.